# Selena 216
Selena 216 – radioodbiornik przenośny produkcji zakładów TENTO w Mińsku, produkowany od roku 1983. Jest kolejnym radioodbiornikiem linii VEGA, eksportowanym zarówno do krajów Europy Wschodniej jak i zachodniej. Jest to wersja eksportowa odbiornika "Okean 214". Rozbudowane pasma fal krótkich sprawiają, że jest odbiornikiem przede wszystkim do słuchania fal krótkich.

## Opis
Radioodbiornik przeznaczony jest do odbioru fal długich, średnich, krótkich i UKF. Radio posiada oryginalny sposób przełączania kanałów, przy pomocy przełącznika z ośmiotaktową dźwignią, przełączającą obwody. Nie jest to oryginalne rozwiązanie, podobne zastosowano w odbiornikach Grundiga linii Satelit. Konstrukcja bazuje na wcześniejszym odbiorniku "Okean" z początku lat '70. Część odbiorcza oparta na tranzystorach krzemowych, filtrach LC 465 kHz i 10,7 MHz, tradycyjnych demodulatorach. Wzmacniacz m.cz. oparty na układzie scalonym, wyposażony w regulację barwy dźwięku. Odbiornik posiada wbudowany zasilacz z gniazdem IEC C8, lub w niektórych wykonaniach gniazdo okrągłe standardu ZSRR. Zasilanie bateryjne z sześciu ogniw R20. Odbiornik posiada chowaną obrotową antenę teleskopową, stałą antenę ferrytową (LW, MW) oraz gniazdo anteny zewnętrznej (LW, MW, SW). Obudowa drewniano-plastikowa z panelami aluminiowymi.
Radioodbiornik produkowano w trzech wariantach:

B 215 - "górne" pasmo UKF

B 216 - "dolne" pasmo UKF, w niektórych wykonaniach także "górne" pasmo UKF

B 217 - "górne" pasmo UKF, pasmo 75-180m (1,60-4,0 MHz) zamiast 16m

Pasmo UKF w zależności od kraju odbiorcy mogło mieć zakres 65-73 MHz, 87-108 MHz lub 87-100 MHz. Ponadto w trakcie produkcji dokonywano wielu drobnych zmian w wyglądzie i wyposażeniu. 